# Dio lo sa
Dio lo sa è il terzo album in studio del rapper italiano Geolier, pubblicato il 7 giugno 2024 dall'etichetta discografica Warner Music Italy.
Il 22 novembre seguente è stata pubblicata una riedizione dell'album, sottotitolata Atto II e anticipata il 20 dello stesso mese dal singolo Mai per sempre, la quale comprende otto tracce bonus tra cui collaborazioni con Rose Villain e i Cosang.
Il 4 dicembre 2024 l'album risulta al primo posto nella classifica degli album più riprodotti su Spotify Italia.

## Antefatti
L'11 maggio 2024, durante il pre-partita di Napoli-Bologna, la squadra partenopea ha indossato una maglietta con la scritta "Geolier - Dio lo sa - 7 giugno". La data di uscita e il titolo del disco sono stati poi confermati dallo stesso Geolier il 14 maggio successivo attraverso la rete sociale, svelando così anche la copertina.
Il 5 giugno alcune tracce dell'album sono state presentate in anteprima in piazza Ciro Esposito a Napoli, con il rapper in collegamento in videochiamata dallo Stadio Diego Armando Maradona della città partenopea. La lista tracce ufficiale è stata confermata la sera del 5 giugno, due giorni prima dell'uscita del disco.

## Promozione
Il rapper ha promosso il disco attraverso un tour nell'estate 2024 con tre date sold out allo Stadio Maradona di Napoli il 21, 22 e 23 giugno. Il tour ha compreso anche una data inaugurale allo stadio Stadio San Filippo-Franco Scoglio di Messina e varie esibizioni nei principali festival italiani. Nel marzo 2025 si è esibito presso i principali palazzetti della penisola, cui segue un doppio concerto all'Ippodromo di Agnano di Napoli in luglio, l'Arena di Verona in settembre e tre date negli stadi San Siro, Olimpico di Roma e nuovamente Messina nel giugno 2026.

## Accoglienza
| Recensione | Giudizio |
| ---------- | -------- |
| Newsic     |          |
| Ondarock   |          |
| Rockol     |          |

Andrea Silenzi de la Repubblica parla del disco come una «riflessione sul senso di sé, su tutte le anime di un artista alle prese con il demone delle aspettative, sempre più alte e spietate». Egli inoltre lo definisce come un album complesso, per niente immediato e all'avanguardia. Anche per Greta Valicenti di Billboard Italia  l'album è «il racconto introspettivo della vita di Emanuele adesso, al suo apice, quando rimanere fedeli a se stessi è la cosa più difficile ma quella più importante».
Secondo Francesco Lo Torto di Vanity Fair Italia i due temi portanti del disco sono appartenenza e autenticità. Egli evidenzia inoltre la moltitudine di generi presenti nell'album: dal rap crudo di Nu parl, nu sent, nu vec al country di Una come te e dalla musica latina di Bella e brutta notizia fino all'urban contemporaneo.

## Tracce
Testi di Emanuele Palumbo, Davide Totaro, musiche di Davide Totaro, eccetto dove indicato.
1. Per sempre – 2:59 (testo: Emanuele Palumbo, Michele Zocca – musica: Michele Zocca)
2. Idee chiare (feat. Lazza) – 2:39 (testo: Jacopo Lazzarini, Emanuele Palumbo, Amritvir Singh, Davide Totaro – musica: Amritvir Singh, Davide Totaro)
3. El Pibe de Oro – 2:35 (testo: Emanuele Palumbo, Gennaro Petito – musica: Gennaro Petito)
4. Si stat' tu – 3:25 (testo: Giuseppe Alfano, Gennaro Alessandro Frenken, Dennis Atuahene Opoku, Gennaro Petito, Davide Totaro – musica: Giuseppe Alfano, Gennaro Alessandro Frenken, Dennis Atuahene Opoku, Gennaro Petito, Davide Totaro)
5. Io t'o giur' (feat. Sfera Ebbasta) – 3:20 (testo: Davide Petrella, Gionata Boschetti, Dario Faini, Emanuele Palumbo – musica: Davide Petrella, Dario Faini)
6. Presidente – 3:14 (testo: Billie Rae Calvin, Francesco Siliotto, Emanuele Palumbo, Martina Pranzii, Davide Totaro – musica: Francesco Siliotto, Davide Totaro)
7. Una come te – 2:24
8. Emirates – 2:41 (testo: Giuseppe Alfano, Francesco D'Alessio, Gennaro Alessandro Frenken, Dennis Atuahene Opoku, Emanuele Palumbo, Gennaro Petito, Giuseppe Seno – musica: Giuseppe Alfano, Gennaro Alessandro Frenken, Dennis Atuahene Opoku, Gennaro Petito)
9. Una vita fa (feat. Shiva) – 2:51 (testo: Andrea Arrigoni, Simone Benussi, Luca Ghiazzi, Emanuele Palumbo – musica: Simone Benussi, Luca Ghiazzi)
10. Episodio d'amore – 3:16 (testo: Federica Abbate, Fabio Clemente, Luca Faraone, Alessandro Merli, Emanuele Palumbo, Davide Totaro – musica: Fabio Clemente, Alessandro Merli, Davide Totaro)
11. 6 milioni di euro fa (skit) – 1:27
12. 357 (feat. Guè) – 2:20 (testo: Alessandro Cerullo, Cosimo Fini, Emanuele Palumbo, Davide Totaro – musica: Alessandro Cerullo, Davide Totaro)
13. Dio lo sa – 3:19
14. Bella e brutta notizia (feat. María Becerra) – 3:48 (testo: Giuseppe Alfano, María de los Ángeles Becerra, Gennaro Alessandro Frenken, Maxzwell, Dennis Atuahene Opoku, Emanuele Palumbo, Gennaro Petito – musica: Giuseppe Alfano, Gennaro Alessandro Frenken, Maxzwell, Dennis Atuahene Opoku, Gennaro Petito)
15. Già lo sai (feat. Luchè) – 3:09 (testo: Luca Imprudente, Emanuele Palumbo, Davide Totaro)
16. Scumpar – 3:02 (testo: Antonio Lago, Salvatore Mollica, Emanuele Palumbo, Gennaro Petito, Alessandro Silvestro – musica: Antonio Lago, Salvatore Mollica, Gennaro Petito)
17. I p' me, tu p' te – 3:08 (testo: Paolo Antonacci, Emanuele Palumbo, Davide Simonetta – musica: Francesco D'Alessio, Gennaro Petito, Davide Simonetta, Davide Totaro, Michele Zocca)
18. Nu parl, nu sent, nu vec – 2:14 (testo: Emanuele Palumbo, Gennaro Petito, Davide Totaro – musica: Gennaro Petito)
19. CLS (feat. Yung Snapp, MV Killa, Lele Blade) – 4:07 (musica: Alessandro Arena, Antonio Lago, Emanuele Palumbo, Davide Totaro, Marcello Valerio)
20. L'ultima poesia (feat. Ultimo) – 3:48 (testo: Davide Petrella, Emanuele Palumbo, Niccolò Moriconi – musica: Alessandro Merli, Davide Petrella, Emanuele Palumbo, Fabio Clemente, Gennaro Petito, Julien Boverod)
21. Finché non si muore – 3:32 (testo: Ferdinando Buscaglione, Leo Matteo Chiosso, Emanuele Palumbo, Gennaro Petito – musica: Gennaro Petito)

### Dio lo sa - Atto II
Tracce bonus
1. Reale – 2:59
2. Smith 'n' Wesson – 2:20
3. 500K – 2:36
4. Tu ed io (feat. Rose Villain) – 3:03
5. Che sole oggi – 3:10
6. Cchiu' fort (feat. Cosang) – 3:15
7. Mai per sempre – 3:40 (testo: Dario Faini, Emanuele Palumbo – musica: Dario Faini)
8. Nun sacc' perdere – 3:23

Tracce bonus nella riedizione digitale e streaming
1. Ferrari (from Uonderbois) – 2:43
2. Parl' cu mme (from Uonderbois) – 2:13

### Campionamenti
- La traccia Presidente contiene il campionamento di Wishing on a Star del gruppo musicale statunitense Rose Royce[17]
- Nella traccia Emirates vi è la partecipazione vocale, non creditata, della cantante italiana Mavi Gagliardi.[18]
- La traccia Finché non si muore contiene un'interpolazione di Love in Portofino della cantante italo-francese Dalida.[18]
- La traccia Nun sacc' perdere contiene il campionamento di Se la scelta fosse mia del rapper italiano Marracash.

## Classifiche

### Classifiche settimanale
| Classifica (2024) | Posizione massima |
| ----------------- | ----------------- |
| Italia            | 1                 |
| Svizzera          | 9                 |

### Classifiche di fine anno
| Classifica (2024) | Posizione |
| ----------------- | --------- |
| Italia            | 2         |